# متحف تاريخ يوكوهاما

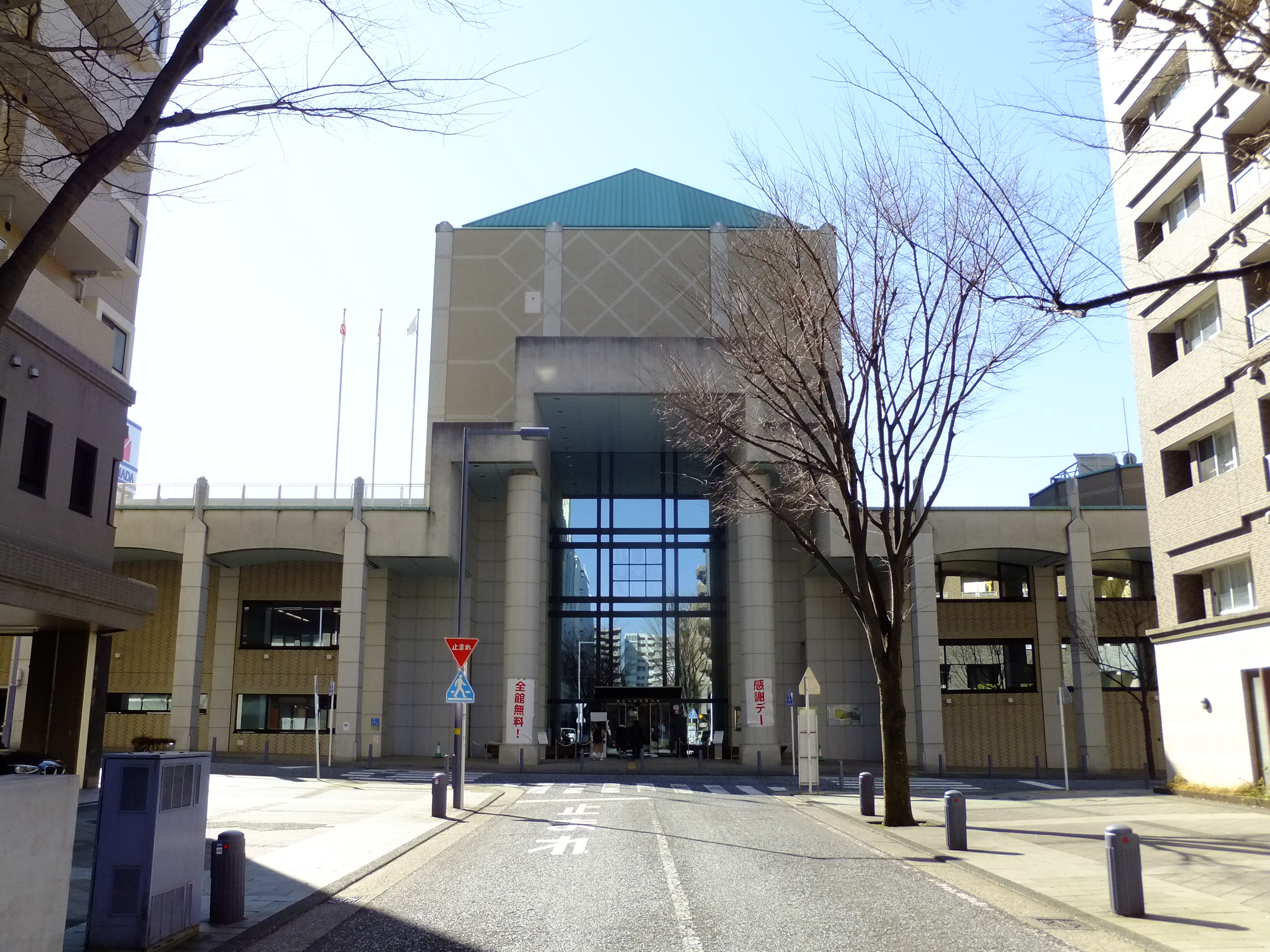
متحف تاريخ يوكوهاما.

متحف تاريخ يوكوهاما (باليابانية: 横浜市歴史博物館) هو متحف تاريخي، يقع المتخف في حي تسوزوكي كو في مدينة يوكوهاما التابعة لمحافظة كاناغاوا في اليابان، يركز المعرض على تاريخ مدينة يوكوهاما، الذي يعود إلى 20.000 سنة.

## وصلات خارجية
- الموقع الرسمي للمتحف